# ポエトリー、セックス
『ポエトリー、セックス』（原題: The Monkey's Mask）は、2000年に製作されたオーストラリアの映画。R-15指定作品。
2000年トロント国際映画祭、および2001年ゆうばり国際ファンタスティック映画祭出品作。

## ストーリー
2週間前に失踪した女子大生ミッキーの捜索を依頼された、元女性刑事のジル。
手がかりを捜す中、ジルはミッキーと関わりのあったダイアナという女性教師に魅了される。

## キャスト
| 役名     | 俳優                       | 日本語吹替 |
| -------- | -------------------------- | ---------- |
| ジル     | スージー・ポーター         | 玉川砂記子 |
| ダイアナ | ケリー・マクギリス         | 塩田朋子   |
| ニック   | マートン・チョーカシュ     | 堀秀行     |
| ミッキー | アビー・コーニッシュ       | 佐藤ゆうこ |
| ビル     | ジム・ホルト               |            |
| トニー   | ジャン＝ピエール・ミニョン |            |
| ジルの父 | クリス・ヘイウッド         |            |
| ヘイデン | ブレンダン・カウエル       |            |